# Міс Конгеніальність
Міс Конгеніальність (англ. Miss Congeniality) — американська комедія 2000-го року випуску із Сандрою Буллок в головній ролі.

## Слоган
«She's about to give crime fighting a makeover.»

## Сюжет
Дія фільму розпочинається 1982 року в Нью-Джерсі. Дівчинка-окулярниця вступається за однокласника та дає жару місцевим хуліганам. Минули роки. Ґрейс стала агентом ФБР. Її направляють на конкурс краси «Міс Америка», де має з'явитися серійний убивця на прізвисько «Громадянин». Ґрейс терміново повинна стати красунею, щоб зсередини, як учасниця конкурсу, викрити злочинця. І у цьому їй допомагає досвідчений консультант Віктор Меллінґ На очах глядача відбувається метаморфоза: бридке каченя перетворюється на лебедя. Ґрейс потрапляє у кумедні ситуації, але звідусіль виходить із честю, навіть із дефіле в купальниках…

## Творці
- Сценаристи: Марк Лоуренс, Кеті Форд, Керін Лукас
- Продюсери:

1. ↑  Брюс Берман (Bruce Berman), Сандра Буллок (Sandra Bullock), Кэти Форд (Katie Ford), Марк Лоуренс (Marc Lawrence), Эндрик Торрес (Endrick Torres), Джинджер Следж (Ginger Sledge)

### У ролях
- Сандра Буллок
- Майкл Кейн
- Джон ДіРеста
- Вільям Шетнер
- Ерні Гадсон
- Кендіс Берген
- Бенджамін Бретт

## Саундтреки
1.One In A Million — Bosson 3:32 

2. If Everybody Looked The Same — Groove Armada 3:42 

3. Shes A Lady — The Bt Remix — Jones Tom 4:23 

4. Anywhere Usa — P Y T 4:08 

5. Dancing Queen — A Teens 3:52 

6. Lets Get It On — Red Venom 3:28 

7. Get Ya Party On — Baha Men 3:22 

8. None Of Your Business — Salt N Pepa 3:36 

9. Mustang Sally — Los Lobos 5:01 

10. Bullets — Schneider Bob 4:28 

11. Liquored Up And Lacqured Down — Southern Culture On The Skids 2:28 

12. Miss United States (Berman Brothers Mix) — Shatner William 3:40 

13. One In A Million (Bostrom Mix) — Bosson 3:33

## Історія прокату
Глядачі: США — 19.6 млн, Німеччина — 3.28 млн, Англія — 2.35 млн.

### Дати прем'єр
- прем'єра (Світ) 14 грудня 2000
- прем'єра (Росія) 12 липня 2001, «Каро-Прем'єр»
- реліз на Blu-Ray 1 червня 2010, «Юніверсал Пікчерс Рус»
- 22 грудня 2000 США 19 643 786 чол.
- 14 лютого 2001 Сінгапур
- 1 березня 2001 Нова Зеландія
- 15 березня 2001
- 15 березня 2001 Малайзія
- 22 березня 2001 Гонконг
- 22 березня 2001 Нідерланди 526 286 чол.
- 22 березня 2001 Швейцарія
- 23 березня 2001 Велика Британія 2 348 160 чол.
- 23 березня 2001 Тайвань
- 28 березня 2001 Бельгія 485 376 чол.
- 29 березня 2001 Німеччина 3 277 709 чол.
- 29 березня 2001 Ізраїль
- 30 березня 2001 Австрія 402 606 чол.
- 30 березня 2001 Ісландія 20 270 чол.
- 30 березня 2001 ПАР
- 31 березня 2001 Корея Південна
- 4 квітня 2001 Франція 283 492 чол.
- 6 квітня 2001 Данія 113 243 чол.
- 6 квітня 2001 Іспанія 1 142 653 чол.
- 11 квітня 2001 Єгипет
- 12 квітня 2001 Угорщина 265 699 чол.
- 12 квітня 2001 Чехія 94 771 чол.
- 13 квітня 2001 Греція
- 13 квітня 2001 Литва 16 243 чол.
- 13 квітня 2001 Туреччина 265 533 чол.
- 19 квітня 2001 Словенія
- 20 квітня 2001 Мексика
- 20 квітня 2001 Швеція 141 999 чол.
- 20 квітня 2001 Естонія 21 506 чол.
- 26 квітня 2001 Аргентина
- 27 квітня 2001 Бразилія
- 27 квітня 2001 Колумбія
- 27 квітня 2001 Норвегія
- 27 квітня 2001 Польща 125 896 чол.
- 4 травня 2001 Фінляндія
- 10 травня 2001 Перу
- 9 червня 2001 Японія
- 20 липня 2001 Гватемала

## Затрати
- бюджет $45 000 000
- маркетинг $23 400 000

### Касові збори
- збори у США $106 807 667
- збори у світі + $105 935 053 = $212 742 720

## Нагороди та номінації

### Нагороди
- Золотий глобус, 2001 рік
- Номінації (2):
- Найкраща жіноча роль (комедія чи мюзікл) (Сандра Буллок)
- Найкраща пісня — «One In A Million»